# Lomariopsis nigropaleata
Lomariopsis nigropaleata là một loài thực vật có mạch trong họ Lomariopsidaceae. Loài này được Holttum mô tả khoa học đầu tiên năm 1940.